# Eriborus terebrans
Eriborus terebrans là một loài tò vò trong họ Ichneumonidae.